# Buddhizmus Izlandon

Taglétszám a regisztrált nem-keresztény vallási szervezetekben Izlandon. A vörös vonal mutatja a bahái hitűeket, a zöld a népi vallásúakat, a sötétkék a buddhistákat és a világoskék a muszlimokat.

A buddhizmus Izlandon az 1990-es években jelent meg először, amikor hagyományosan buddhista országokból érkeztek bevándorlók a szigetországba, főleg Thaiföldről. 2008-ra három, az izlandi kormány által hivatalosan is vallási szervezetként elfogadott buddhista szervezetet hoztak létre. Ezek közül a legelső és legnagyobb tagszámú az Izlandi Buddhista Szövetség (Buddhist Association of Iceland), amely egy théraváda buddhista csoport. Ezt a szervezetet 1996-ban alapították és 2016-ban 1039 tagja volt. Egy másik csoport, a Zen Izlandon - Éjszakai Legelő (Zen in Iceland – Night Pasture) az ország zen buddhista szervezete, amelyet 1999-ben ismertek el hivatalosan és 2016-ban 130 tagja volt. A legfiatalabb hivatalos izlandi buddhista szervezet a japán buddhizmus új mozgalmához tartozó Szóka Gakkai csoport, amely 2008 óta létezik és 2016-ban 167 tagja volt. A három csoport tagjai összesen az ország lakosságának mintegy 0,4%-át teszik ki. Ez a szám magasabb a magukat muszlimnak valló lakosságnál, viszont kisebb az ősi népi vallási csoportoknál.
Izland első sztúpáját Þórhalla Björnsdóttir építette Kópavogur város közelében, egy területen, amelyet a tibeti buddhizmus kagyü iskolájához tartozó Thrangu rinpocse áldott meg 1992. augusztus 21-én. Tubten Zopa Rinpocse láma adta át végül az építményt 1993. november 18-án.